# Temelucha multipunctata
Temelucha multipunctata är en stekelart som beskrevs av Dasch 1979. Temelucha multipunctata ingår i släktet Temelucha och familjen brokparasitsteklar. Inga underarter finns listade i Catalogue of Life.